# Kamień runiczny Jarlabankego z Vallentuny

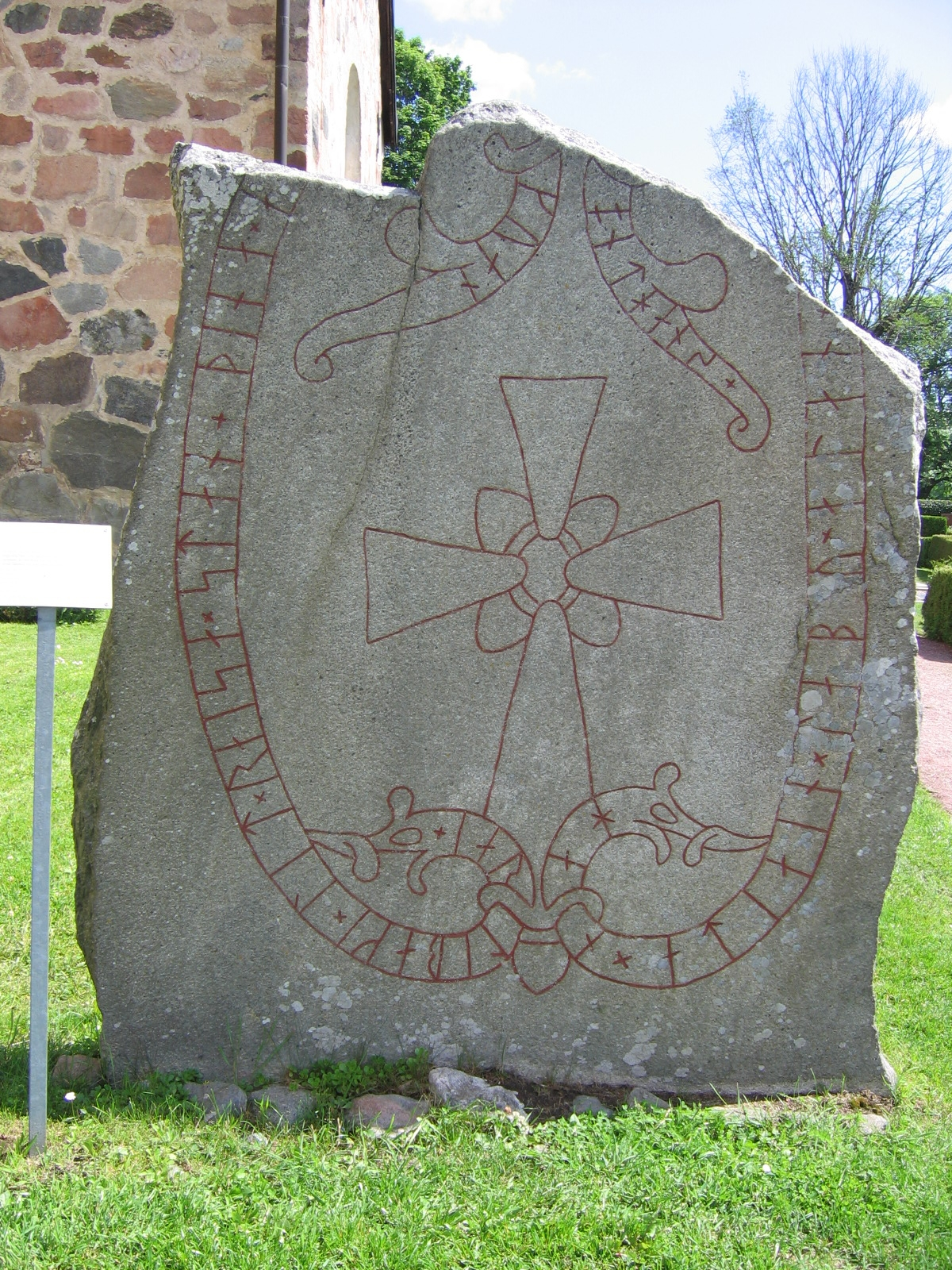
Przednia strona kamienia

Kamień runiczny Jarlabankego z Vallentuny (U 212) – kamień runiczny datowany na połowę XI wieku, znajdujący się przed kościołem w Vallentunie w szwedzkiej prowincji Uppland, w pobliżu drogi wiodącej do Täby.
Granitowy głaz ma wymiary 1,88 × 1,62 cm. Inskrypcja wyryta została na dwóch stronach kamienia, przy czym napis na stronie tylnej uważany jest za późniejszy. Zabytek został opisany po raz pierwszy na początku XVII wieku przez Johannesa Bureusa, znajdował się wówczas wmurowany w portal drzwiowy kościelnego ganku. Przypuszczalnym miejscem jego pierwotnej lokalizacji było pole tingowe, znajdujące się 3 kilometry na północny zachód od kościoła. Kościelny ganek spłonął w pożarze z 1856 roku, sam zaś kamień został odnaleziony pośród zgliszcz w 1905 roku.
Głaz wystawił dla uświetnienia swojej osoby Jarlabanke, jeden z najbogatszych ówcześnie szwedzkich posiadaczy ziemskich, pochodzący z możnego rodu jarlów. Jego imię upamiętnione zostało na sześciu kamieniach runicznych. Na ich podstawie możliwe jest odtworzenie uszkodzonych fragmentów inskrypcji z przedniej strony zabytku.

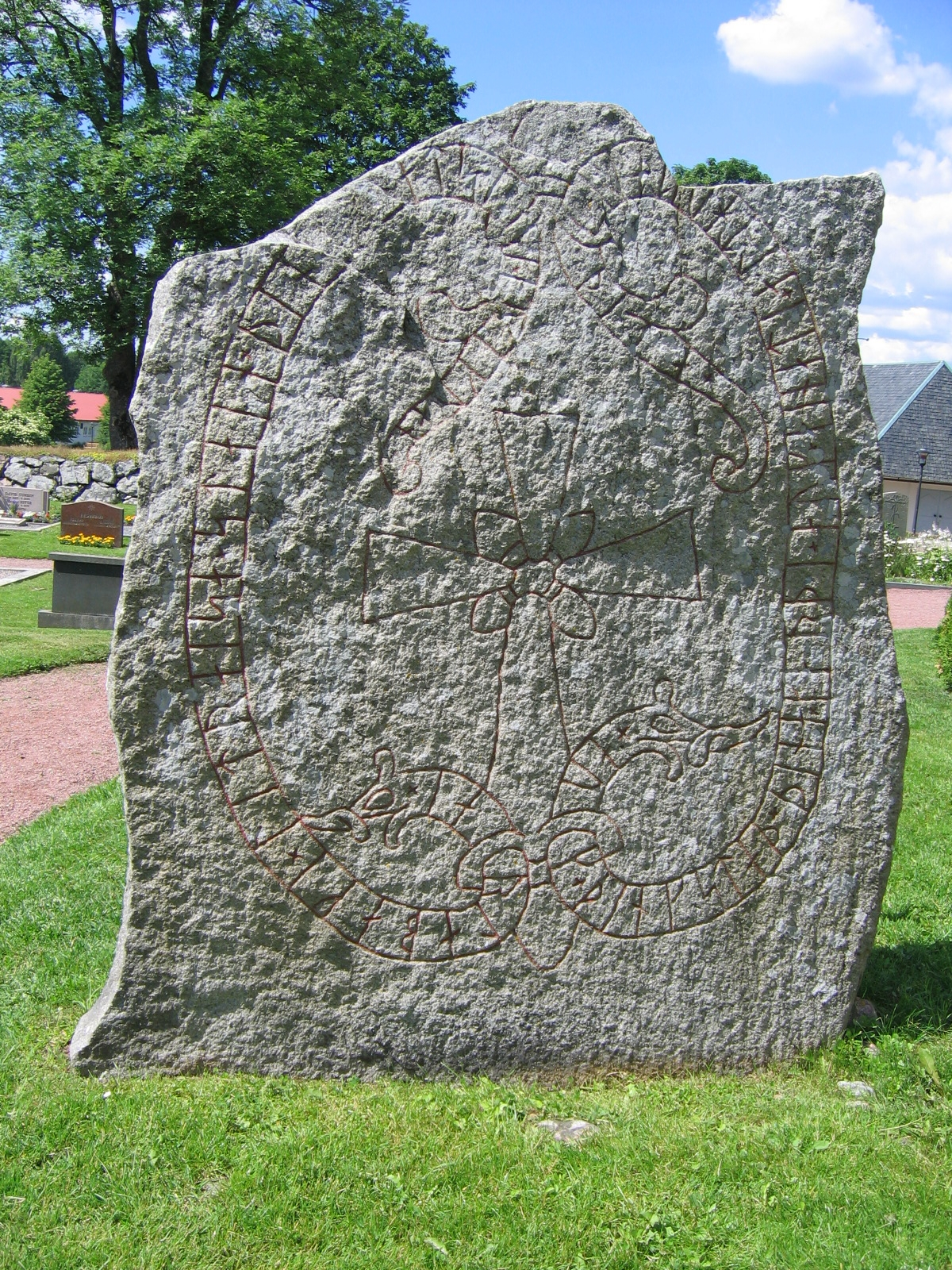
Tylna strona kamienia

Inskrypcja z pierwszej strony kamienia głosi:
× iarlibaki × lit × raisa × stan + þina × a... ... ...kuan + han × ati ain × tabu × alan × -... ... ont hans +
Jarlabanke kazał wznieść ten głaz dla samego siebie, jeszcze za swego życia, i kazał zbudować ten most. Był on jedynym właścicielem Täby. Niech Bóg pomoże jego duszy.
Natomiast z drugiej strony kamienia wyryto następujący tekst:
× iarlabaki × lit raisa × stain × þin- at sik kuikuan × auk × þinkstaþ × þina × karþi + auk × ain ati + alt hu-(t)ari × þita +
Jarlabanke kazał wznieść ten głaz dla samego siebie, jeszcze za swego życia, i przygotował to miejsce pod ting. Sam był właścicielem całej okolicy.
Wspomniane w inskrypcji utworzenie przez Jarlabankego tingu świadczy o jego potędze, w owym czasie w okolicy istniał już bowiem jeden ting w położonej bardziej na południe Bällsta nad jeziorem Vallentunasjön, w miejscu nazywanym Arkils tingstad.